# Extraction from Mortality
Extraction from Mortality è il primo album in studio del gruppo thrash metal statunitense Believer, pubblicato nel 1989.

## Tracce
1. Unite – 6:39
2. Vile Hypocrisy – 5:35
3. D.O.S. (Desolation of Sodom) – 4:19
4. Tormented – 3:50
5. Shadow of Death – 4:19
6. Blemished Sacrifices – 3:54
7. Not Even One – 3:33
8. Extraction from Mortality – 6:07
9. Stress – 3:01

## Formazione

### Gruppo
- Kurt Bachman - voce, chitarre
- Dave Baddorf - chitarre
- Howe Kraft - basso
- Joey Daub - batteria

### Altri musicisti
- Scott Laird - violino, viola